# 微突斑蛛
微突斑蛛（学名：Euophrys rufibarbis）为跳蛛科斑蛛属的动物。分布于地中海以及中国大陆的湖南等地，常栖息于草丛。该物种的模式产地在地中海。